# 德瑟 (喬治亞州)
德瑟（英語：Desser）是位於美國喬治亞州塞米諾爾縣的一個非建制地區。該地的面積和人口皆未知。

## 地理
德瑟的座標為30°53′11″N 84°51′46″W / 30.88639°N 84.86278°W，而該地的平均海拔高度為43米（即141英尺）。